# Mendixur
Mendixur en basque ou Mendíjur en espagnol, est une commune ou contrée de la municipalité de Barrundia dans la province d'Alava dans la Communauté autonome basque (Espagne).

## Référence
1. ↑  Officiellement « Mendixur » Euskal Herriko leku 2012-07-25 (Site d'Euskaltzaindia ou Académie de la langue basque)